# جوزيف جي. ليتل
جوزيف جي. ليتل هو طباع وسياسي أمريكي، ولد في 5 يونيو 1841 في برستل في المملكة المتحدة، وتوفي في 11 فبراير 1913 في نيويورك في الولايات المتحدة. نشط حزبياً في الحزب الديمقراطي. وقد انتخب عضو مجلس النواب الأمريكي.